# Magia futbolu
Magia futbolu – minialbum polskiego rapera Libera. Wydawnictwo ukazało się 22 maja 2012 nakładem wytwórni Gorgo Music. Płytę poprzedził wydany 10 kwietnia tego samego roku singel w formie digital download pt. „Czyste szaleństwo”.
Nagrania dotarły do 11. miejsca zestawienia OLiS.

## Lista utworów
1. „Pola karnego lis (Intro)” (gościnnie: Tomasz Zimoch)
2. „Pola karnego lis”
3. „Magia futbolu” (gościnnie: Rafał Brzozowski, Dima)
4. „Czyste szaleństwo” (gościnnie: InoRos)
5. „System 4-2-1-3” (gościnnie: Kris)
6. „Niezniszczalny”
7. „Idę na mecz” (gościnnie: Mat)
8. „Gran derbi” (gościnnie: Osi)
9. „Strzał i gol”
10. „Gramy do końca” (gościnnie: Abbatio, Czesław Michniewicz)
11. „Białoczerwoni” (utwór dodatkowy)